# Vermiglio
Vermiglio – miejscowość i gmina we Włoszech, w regionie Trydent-Górna Adyga, w prowincji Trydent.
Według danych na rok 2004 gminę zamieszkiwało 1856 osób, 18 os./km².

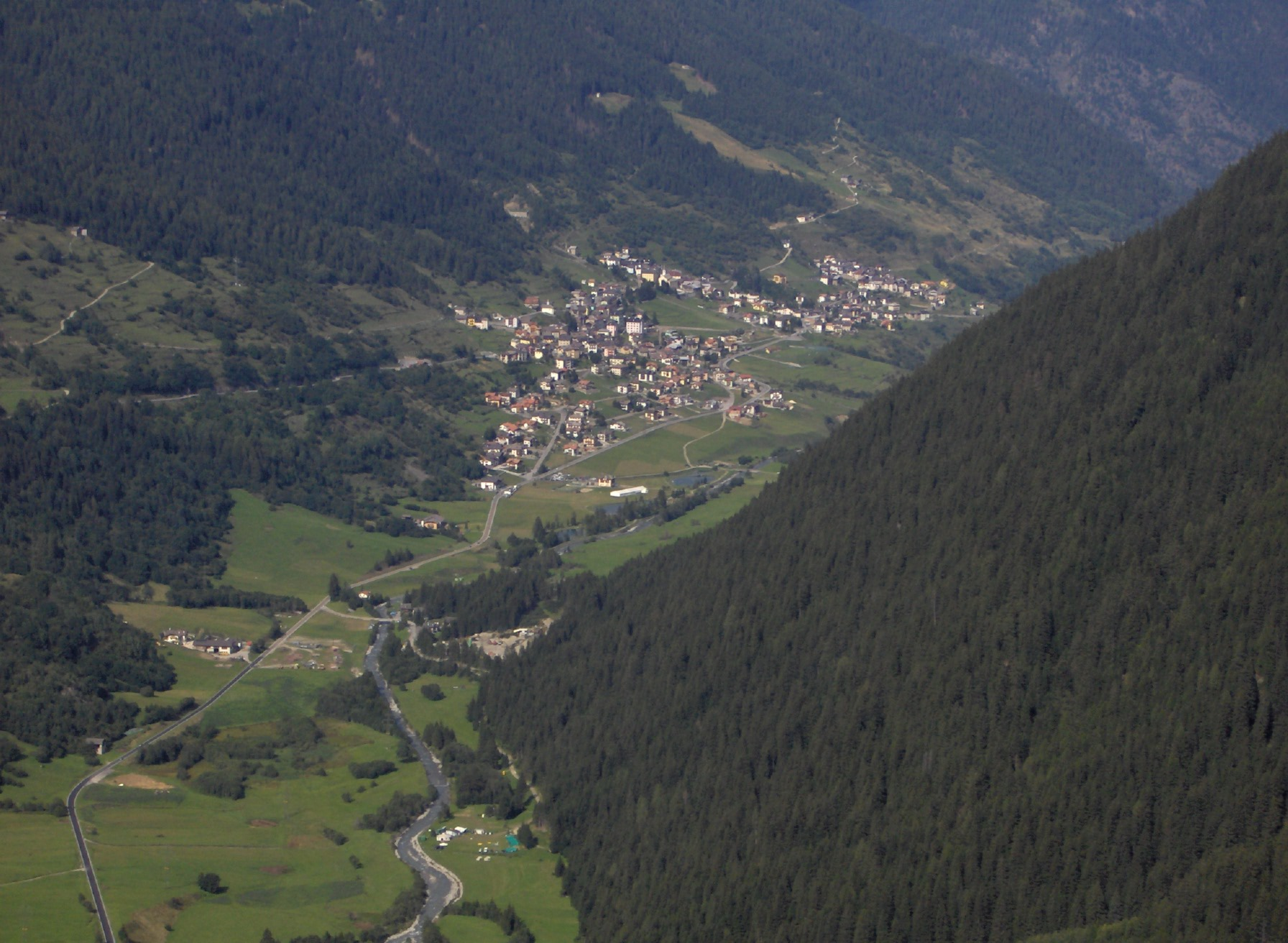
Vermiglio